# (8785) Boltwood
(8785) Boltwood est un astéroïde de la ceinture principale.

## Description
(8785) Boltwood est un astéroïde de la ceinture principale. Il fut découvert le 5 septembre 1978 à Naoutchnyï par Nikolaï Tchernykh. Il présente une orbite caractérisée par un demi-grand axe de 2,27 UA, une excentricité de 0,17 et une inclinaison de 3,4° par rapport à l'écliptique.

## Compléments